# 墨字
墨字（すみじ）とは、紙に印刷または書かれた文字のこと。特に、視覚障害者の使用する「点字」に対して、点字ではない文字のことを指す。盲人が墨字の文章を読むためには点訳、音訳などが必要になる。
点字の文章を、晴眼者が読むために墨字化することを墨字訳または墨訳と言い、図書館では視覚障害者を対象に墨字訳サービスを行っている。
なお、点字の形（フォント）をそのまま、晴眼者向けの書籍に墨字で印刷したものは墨点字となる。